# Navascués/Nabaskoze
Navascués / Nabaskoze (spanisch Navascués, baskisch Nabaskoze) ist ein Ort und eine Gemeinde (municipio) im baskischsprachigen Teil der Autonomen Gemeinschaft Navarra mit 116 Einwohnern (Stand: 2024). Die Gemeinde besteht neben dem Hauptort Navascués/Nabaskoze aus den Ortschaften Aspurz (bask.: Aizpurgi) und Ustés sowie aus der Wüstung Racas Alto.

## Lage und Klima
Navascués / Nabaskoze liegt etwa 36 Kilometer ostsüdöstlich von Pamplona nahe der Grenze zwischen Frankreich und Spanien in einer Höhe von ca. 635 m. Die Gemeinde gehört zum Salazar-Tal. Das Klima ist warm und gemäßigt, der Jahresgesamtniederschlag beträgt 1237 mm.

## Bevölkerungsentwicklung
| Jahr      | 1970 | 1981 | 1991 | 2001 | 2011 | 2021 |
| Einwohner | 413  | 275  | 264  | 219  | 174  | 124  |

## Sehenswürdigkeiten

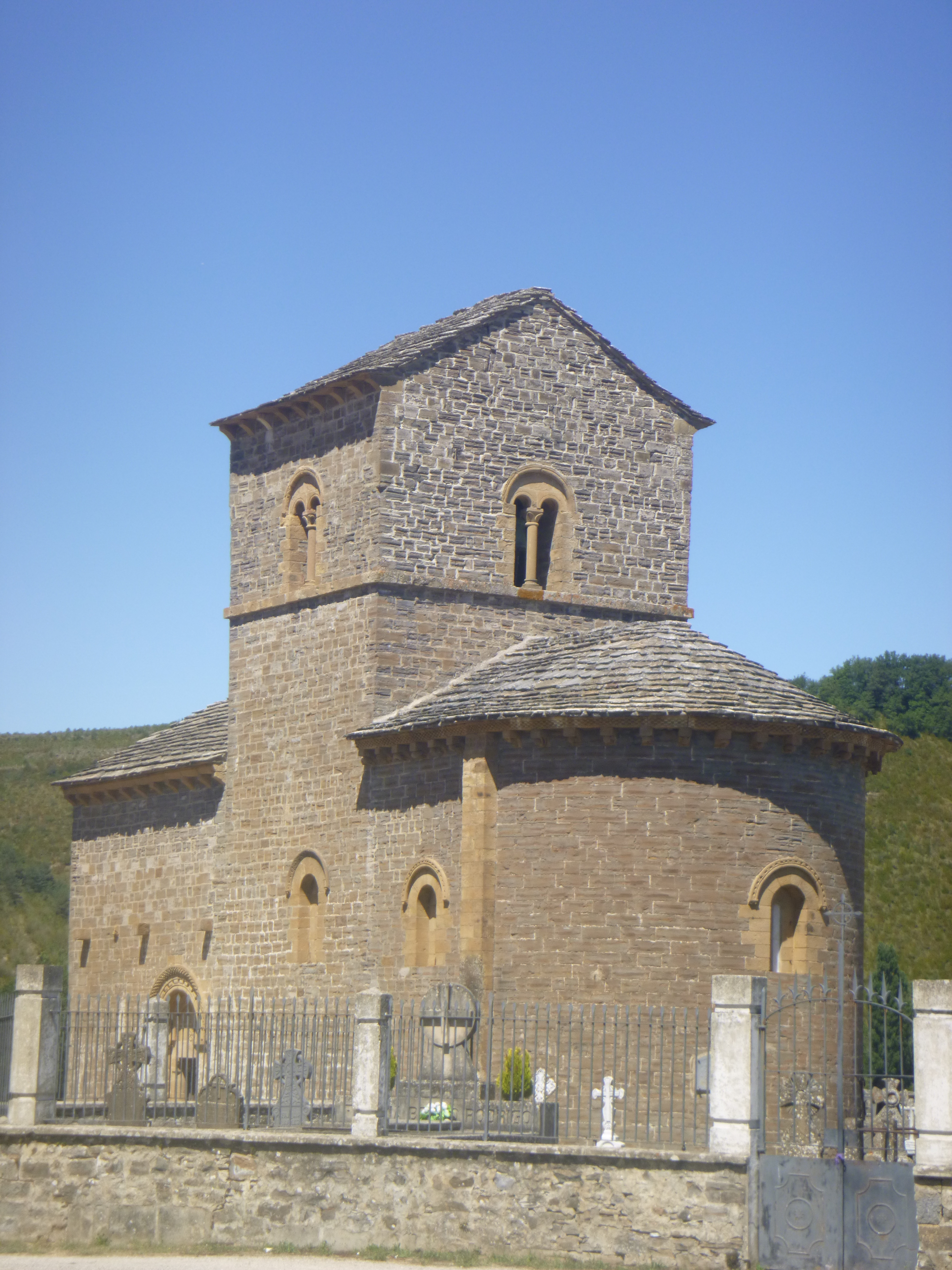
Marienkirche
- Vinzenzkapelle in Aizpurgi

- Marienkirche

## Persönlichkeiten
- Amadeo Marco Ilincheta (1900–1987), Unternehmer und Politiker